# 大路 (1935年电影)

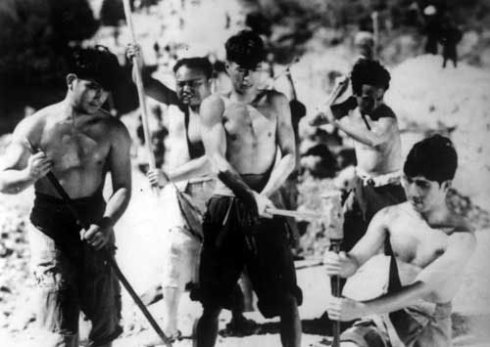
《大路》剧照

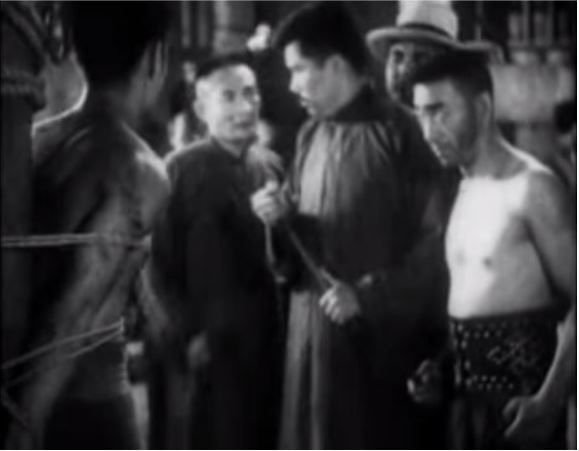
金焰在《大路》中被汉奸严刑拷打的剧照

《大路》是一部1935年公映的电影，由孙瑜编导，金焰主演。该片是孙瑜继《野玫瑰》（1931年）和《小玩意》（1933年）之后所写的又一部抗日主题力作，被当时的影评称为“一张硬性片子”，“民国二十四年国片运动第一个示威炮!”。在这部影片中，被称为“影坛诗人”的孙瑜，并没有正面描写抗日的战场, 而是通过修筑抗战公路这个侧面, 以“飘逸而且浪漫”的手法表现抗战精神。影片充满了筑路工人生活中的喜剧成分，但又以悲壮的结局收尾，是部充满了乐观精神和悲壮气概的悲喜剧，是孙瑜最成功的代表作之一。
2005年，《大路》在香港电影金像奖协会为纪念中国电影诞生100年举行的最佳华语电影一百部的评选中排名第30位。1992年张曼玉获得柏林电影节最佳女主角奖的电影《阮玲玉》中收录了该片部分片段:22。

## 剧情

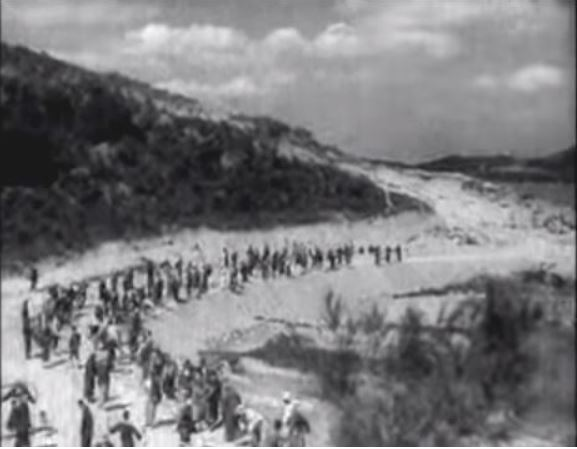
《大路》取景于无锡太湖边的筑路工地

20年前，金哥的父亲带着妻子和1岁的儿子从灾区逃荒出来，寻求生路。金哥的母亲死在逃荒路上，金哥的父亲成了城里的筑路工人。金哥10岁的时候就跟着他父亲筑路。金哥长大成人后依然继续从事这一流血流汗也难博一温饱的筑路行业。他和老张、章大、韩小六子、小罗、郑君等五个朋友，不甘城市里的欺侮剥削，一起到乡下修筑一条重要的军用公路。金哥等人在修路的时候，认识了村口丁福记饭铺老板的女儿丁香和投靠丁老板的江湖女艺人茉莉结下友谊。日本侵略军逼近后，先遣的特务贿赂地主胡天，想用金钱诱劝金哥让筑路工离开，终止军需运输线的修建。在宴席上，金哥等6人拒绝了土豪的利诱。胡天翻脸, 让打手把金哥等人囚禁在土牢内，以死相逼。见金哥等人到胡天家赴宴不归，丁香和茉莉以为汉奸烧菜为名，深入虎穴侦察，并将情况报告给了众路工和当地驻军。最终，金哥等人被救出，汉奸被活捉，但老张却在土牢中和打手搏斗时牺牲。公路修通后，日军的飞机突然来袭。金哥等人奋起保护公路，牺牲。但在他们修筑的公路上，一辆辆的抗敌军车却不断地驶向前方。丁香死里逃生，幻觉中金哥等人并没有死，和众人一起拉着筑路铁滚大步向前，天空中也隐约响起筑路工人的《大路歌》声。:190-193:78-79:126。

## 剧本制作

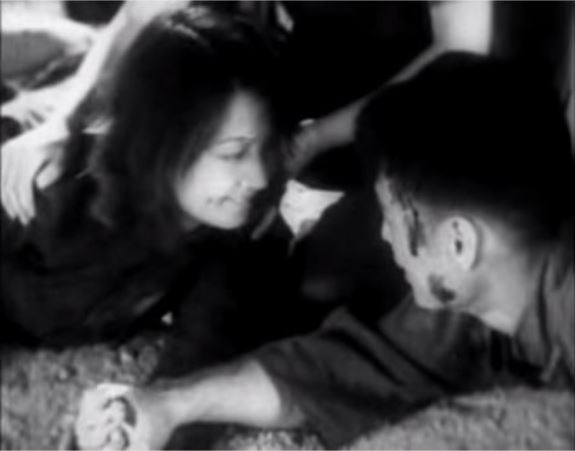
金焰和黎莉莉在《大路》结尾被日军飞机击中临死前的剧照

《大路》是1934年5月，孙瑜在联华影业公司陆洁厂长的支持下创作的。迫于国民党当局的“不抵抗政策”，上海租界当局查禁抗日救亡一类字样。为了避免南京政府与上海租界两处电影审查机关对影片的删减。《大路》的剧本台词力避违禁字样，将“日本帝国主义”写成“敌国”，将“日寇侵略中国”写成“进逼中的铁蹄和炮火”，将“中国国土”改为“弱小民族的国土”，将“抗日救亡”写成“抵抗自救”、“民族求生之战”，用“ 一大片土地”暗指沦陷的东北等等。尽管如此，影片在制作之初，就被一些人认为“太赤色”。影片拍成后，在蒋介石坐镇“剿共”的江西公映时, 发生了公然焚烧《大路》拷贝的事件:126。

## 影片主题歌和插曲

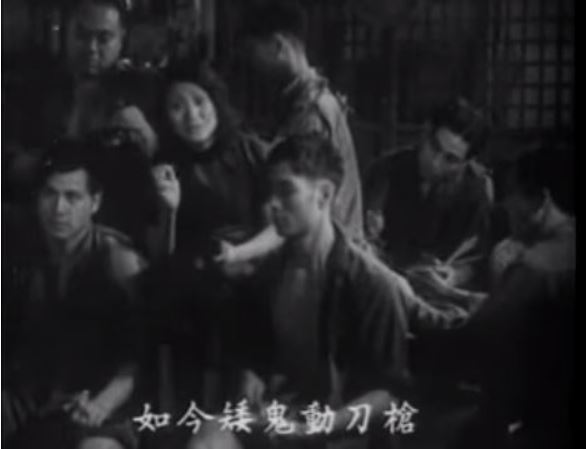
黎莉莉在《大路》中演唱《新凤阳歌》

《大路》一片配有序歌《开路先锋》，主题歌《大路歌》，和两首插曲《新凤阳歌》和《燕燕歌》。由于当时联华影业公司 的有声设备尚处在筹备试验阶段, 这四首个是由电通影片公司帮助实录和后期配录的。《开路先锋》由孙师毅作词，聂耳作曲，金焰领唱；《大路歌》由孙瑜作词，聂耳作曲，金焰领唱；《新凤阳歌》由任光根据安徽民歌《凤阳花鼓》编曲，安娥改写歌词，黎莉莉演唱；《燕燕歌》由安娥词、任光曲，由陈燕燕演唱。聂耳谱曲时曾接受了金焰提出的把《大路歌》中“背着重担朝前走，自由大路快筑完”曲谱中的“重担”两字的单调提高些的建议，以更能体现民族风格:190-193。
由于当时国民党政府对民众抗日的压制，影片歌曲被用来反映影片无法言明的“反帝—抗日—救亡”的主题。序歌《开路先锋》象征“抗日先锋”，主题歌《大路歌》象征“自由解放的大路”，又以抒情插曲《新凤阳歌》与《燕燕歌》抵销前者的战斗气势，并描绘民众苦难，成了继影片《渔光曲》主题曲之后，一批有影响的左翼电影歌曲。1935-1937年，《大路》在中国各地公映时，《大路歌》、《开路先锋》等歌曲由百代公司灌录成唱片发行，销路极好，写信到联华影业索取曲谱和歌词的信件就多达一万多封，成了当时风靡中国的流行曲，连没看过影片的人都能哼上几句:190-193。

## 演员表
| 演员   | 角色     | 简介                   | 备注 |
| ------ | -------- | ---------------------- | ---- |
| 金焰   | 金哥     | 筑路工领袖             |      |
| 张翼   | 老张     | 魁悟沉默的筑路工       |      |
| 郑君里 | 郑君     | 东北流亡大学生筑路工   |      |
| 罗朋   | 小罗     | 年轻爱幻想的筑路工     |      |
| 章志直 | 章大     | 率直憨厚的筑路工       |      |
| 韩兰根 | 韩小六子 | 千灵百怪的筑路工       |      |
| 刘琼   | 刘长     | 喜欢开机器的筑路工     |      |
| 黎莉莉 | 茉莉     | 泼辣豪放的江湖女艺人   |      |
| 陈燕燕 | 丁香     | 温柔羞涩的饭铺老板女儿 |      |